# Austin Spurs
Gli Austin Spurs sono una squadra di pallacanestro di Austin che milita nella NBA Development League, il campionato professionistico di sviluppo della National Basketball Association.

## Storia della franchigia
La franchigia venne creata a Columbus con il nome di Columbus Riverdragons nel 2001, e fu tra i fondatori della National Basketball Development League. Nella stagione 2004-05 venne sconfitta in finale dagli Asheville Altitude. Nell'agosto del 2005 la squadra venne trasferita ad Austin (Texas) e assunse la denominazione Toros giocando al Austin Convention Center fino al 2014, per poi assumere la denominazione attuale.
Durante la stagione 2006-07 la squadra venne colpita da un duro lutto, con la morte per infarto del coach Dennis Johnson, a metà stagione. Johnson fu grande giocatore con i Seattle SuperSonics prima, e poi con i Boston Celtics poi, e il suo numero 3 fu ritirato dai Toros alla prima partita dopo la sua morte.
Nel giugno 2007 i San Antonio Spurs acquistarono la franchigia. Nella stagione 2007-08 raggiunsero per la seconda volta la finale della NBA Development League, venendo in questa occasione sconfitti dagli Idaho Stampede.

## Squadre NBA affiliate
Sono affiliati alle seguenti squadre NBA: i San Antonio Spurs.

## Palmarès
- Campione NBA D-League: 2

2012, 2018

## Record stagione per stagione
| Stagione              | Division       | Piazzamento    | Vittorie | Sconfitte | %    | Play-off |
| --------------------- | -------------- | -------------- | -------- | --------- | ---- | --- |
| Columbus Riverdragons |                |                |          |           |      | |
| 2001-02               | -              | 3°             | 31       | 25        | 55,4 | perdono semifinali (Greenville) 2-1 |
| 2002-03               | -              | 6°             | 23       | 27        | 46,0 | |
| 2003-04               | -              | 6°             | 18       | 28        | 39,1 | |
| 2004-05               | -              | 1°             | 30       | 18        | 62,5 | vincono semifinali (Roanoke) 96-89 perdono NBA D-League Finals (Asheville) 90-67                                                               |
| Austin Toros          |                |                |          |           |      | |
| 2005-06               | -              | 6°             | 24       | 24        | 50,0 | |
| 2006-07               | Eastern        | 5°             | 21       | 29        | 42,0 | |
| Austin Toros          |                |                |          |           |      | |
| 2007-08               | Southwestern   | 1°             | 30       | 20        | 60,0 | vincono semifinali (Sioux Falls) 99-93 perdono NBA D-League Finals (Idaho) 2-1                                                                 |
| 2008-09               | Southwestern   | 2°             | 32       | 18        | 64,0 | vincono 1º turno (Idaho) 119-116 (dts) perdono semifinali (Colorado) 114-111                                                                   |
| 2009-10               | Western        | 2°             | 32       | 18        | 64,0 | vincono 1º turno (Dakota) 2-1 perdono semifinali (Rio Grande Valley) 2-1                                                                       |
| 2010-11               | Western        | 8°             | 22       | 28        | 44,0 | - |
| 2011-12               | Western        | 2°             | 33       | 17        | 66,0 | vincono 1º turno (Erie) 2-1 vincono semifinali (Canton) 2-1 vincono NBA D-League Finals (Los Angeles) 2-1                                      |
| 2012-13               | Central        | 2°             | 27       | 23        | 54,0 | vincono 1º turno (Bakersfield) 2-0 perdono semifinali (Santa Cruz) 0-2                                                                         |
| 2013-14               | Central        | 6°             | 19       | 31        | 38,0 | |
| Austin Spurs          |                |                |          |           |      | |
| 2014-15               | Southwest      | 1°             | 32       | 18        | 64,0 | vincono 1º turno (Bakersfield) 2-1 perdono semifinali (Santa Cruz) 1-2                                                                         |
| 2015-16               | Southwest      | 1°             | 30       | 20        | 60,0 | vincono 1º turno (Rio Grande Valley) 2-1 perdono semifinali (Los Angeles) 1-2                                                                  |
| 2016-17               | Southwest      | 4°             | 25       | 25        | 50,0 | |
| 2017-18               | Southwest      | 1°             | 32       | 18        | 64,0 | vincono semifinali di Conference (Rio Grande) 117-91 vincono finali di Conference (South Bay) 104-93 vincono NBA D-League Finals (Raptors) 2-0 |
| 2018-19               | Southwest      | 3°             | 20       | 30        | 40,0 | |
| 2019-20               | Southwest      | 2°             | 24       | 18        | 57,1 | |
| 2020-21               | -              | 5°             | 10       | 5         | 66,7 | perdono quarti di finale (Delaware 103-124) |
| Regular season        | Regular season | Regular season | 515      | 440       | 53,9 | |
| Play-off              | Play-off       | Play-off       | 26       | 21        | 55,3 | |

## Allenatori

### Numeri ritirati
- 3 Dennis Johnson